# Модры, Богумил
Богумил Модры (чеш. Bohumil Modrý; 24 сентября 1916, Прага — 21 июля 1963, Прага) — чехословацкий хоккеист, вратарь, выступавший за команду ЛТЦ Прага и национальную сборную Чехословакии. Чемпион мира и Европы, серебряный призёр зимних Олимпийских игр в Санкт-Морице. Член Зала славы ИИХФ (с 15 мая 2011 года), член Зала славы чешского хоккея (c 4 ноября 2008 года). Заслуженный мастер спорта Чехословакии (1968, посмертно).

## Биография
Богумил Модры родился 24 сентября 1916 года в Праге.
Начал карьеру хоккеиста в 1936 году, в команде «ЛТЦ Прага», в период 1937—1949 годов 11 раз становился чемпионом Чехословацкой хоккейной лиги.
С 1937 по 1949 год Модры выступал за национальную сборную Чехословакии по хоккею. В 1948 году он стал серебряным призёром зимних Олимпийских играх в Санкт-Морице. В 1947 и 1949 годах выигрывал чемпионат мира и Европы.
После Олимпийских игр 1948 года Модры получил предложения от клубов НХЛ, которые его заинтересовали. Тогдашний чехословацкий министр Вацлав Копецки обещал отпустить Модры в Канаду, в случае победы на чемпионате мира 1949 года в Швеции. Модры блестяще играл на чемпионате, помог чехословацкой сборной выиграть золотые медали, но Копецки, являвшийся в то время самым главным идеологом КПЧ, не сдержал обещание и запретил Богумилу Модры уезжать из страны. В январе 1950 года Модры объявил о завершении выступлений за сборную. Чехословацкая команда должна была защищать выигранный чемпионский титул на чемпионате мира 1950 года в Великобритании, однако после решения правительства практически в последний момент не принимать в нём участия (причиной этого явился отказ в британской визе репортёрам чехословацкого радио) большая часть членов сборной была арестована прямо в ресторане, где они собрались обсудить это событие и, по утверждению следствия вели антиправительственные разговоры и выкрикивали антикоммунистические лозунги.
Модры, которого даже не было в составе команды, вместе с 11 хоккеистами сборной Чехословакии, был обвинён в шпионаже, измене родине, подрыве народно-демократических устоев и приговорён к 15 годам лишения свободы. В заключении он работал на урановых рудниках в Яхимове. В 1955 году был помилован по амнистии и выпущен на свободу. Скончался в 1963 году в возрасте неполных 47 лет. В 1968 году был посмертно реабилитирован.
Является членом Зала славы ИИХФ (с 15 мая 2011 года) и членом Зала славы чешского хоккея (c 4 ноября 2008 года).

## Достижения
- 2-кратный чемпион мира (1947 и 1949)
- 3-кратный чемпион Европы (1947—1949)
- 2-кратный серебряный призёр чемпионата Европы (1938 и 1939)
- Серебряный призёр Олимпийских игр (1948)
- Бронзовый призёр чемпионата мира (1938)
- 6-кратный чемпион Чехословакии (1937—1938, 1946—1949)
- 5-кратный чемпион Богемии и Моравии (1939—1940, 1942—1944)
- 3-кратный победитель Кубка Шпенглера (1946—1948)

## Статистика
- Чемпионат Чехословакии — 56 игр
- Сборная Чехословакии — 71 игра[2]
- Всего за карьеру — 127 игр

## Семья
В сентябре 1940 года женился на Эрике Вайзеровой. У них две дочери: Бланка и Алёна.